# Мисс Америка 1938
Мисс Америка 1938 (англ. Miss America 1938) — 12-й конкурс красоты Мисс Америка, проводился в Steel Pier, Атлантик-Сити 10 сентября, 1938 года. Решение 15 судей о победе Мэрилин Мезеке, представительницы Мисс Огайо на конкурсе красоты, а не Мисс Калифорния, Клэр Джеймс, удивило публику на мероприятии. Известный Бродвейский продюсер Эрл Кэрролл, автор пьесы «Убийство от тщеславия», также не согласился с выбором жюри, в городе Нью-Йорк, вручил Мисс Калифорния, ставшей 1-й Вице мисс, как «настоящей Мисс Америка», вскоре после официального окончания конкурса. Действия Кэрролла привели к широкой огласке инцидента.

## Результаты
| Итоговый результат | Участница |
| ------------------ | --- |
| Miss America 1938  | - Огайо — Мэрилин Мезеке |
| 1-я Вице мисс      | - Калифорния — Клэр Джеймс |
| 2-я Вице мисс      | - Юта — Мюриэль Ла фон Гудспид |
| 3-я Вице мисс      | - Асбьюри-парк — Рут Брэди |
| 4-я Вице мисс      | - Джексонвилл — Глория Смайли |
| Топ 15             | - Аризона — Анна Мари Барнетт - Атланта — Элис Тэлтон - Бирмингем — Милдред Мари Оксфорд - Нью-Йорк Бруклин — Барбара Бич - Кливленд — Эвелин Дороти Бертельсбех - Вашингтон (округ Колумбия) Округ Колумбия — Дороти Мэй Паркер - Нью-Йорк Эмпайр Стейт — Элисса Барбара Уинстон - Форт Лодердейл — Мэри Джейн Томас - Индиана — Хелен Мари Эмли - Филадельфия — Кэтрин «Кей» Фрэнсис Бакли |

### Награды

#### Предварительные награды
| Награды | Участница                                                                               |
| ------- | --------------------------------------------------------------------------------------- |
| Талант  | - Асбьюри-парк — Рут Брэди - Джексонвилл — Gloria Smyley - Юта — Мюриэль Ла фон Гудспид |

### Вторичные источники
- Saulino Osborne, Angela. Miss Americas and their Courts // Miss America The Dream Lives On. — Taylor Publishing Company, 1995. — ISBN 0-87833-110-7.